# Процеси мінералоутворення
Процеси мінералоутворення (рос. процессы минералообразования, англ. processes of mineral formation, нім. Mineralbildungsprozesse m pl) – фізико–хімічні процеси, що протікають у земній корі й приводять до утворення мінералів. 

## Класифікація
Процеси мінералоутворення поділяються на 
- ендогенні,
- екзогенні,
- метаморфогенні,
- космогенні.

Ендогенні процеси, в свою чергу, поділяють на:
- магматичні,
- пегматитові,
- пневматолітові,
- гідротермальні,
- метасоматичні.

Екзогенні процеси можуть бути хімічними й біологічними.

## Ріст мінералів
Див. докладніше Ріст мінералів
Ріст мінералів (рос. рост минералов, англ. growth of minerals, нім. Wachstumsprozess m der Minerale) — збільшення в розмірах мінералів після їх зародження. Ріст може відбуватися шарами, зонами, секторами та ін. Швидкість росту визначається умовами мінералоутворюючого середовища.